# باكوبا باكوبية
باكوبا باكوبية (الاسم العلمي:Bacopa bacopoides) هي نوع من النباتات يتبع جنس الباكوبا من الفصيلة الحملية.